# Chiesa di San Bernardino (Rimini)
La chiesa di San Bernardino, parte del complesso conventuale di San Bernardino, sorge nell'omonimo vicolo nel centro della città di Rimini.

## Storia
Dell'antico convento, risalente al XVIII secolo, resta solo un'ala, mentre il resto dell'edificio crollò durante un bombardamento della seconda guerra mondiale avvenuto nel 1943. In seguito alla ricostruzione del complesso monastico, il convento ha riacquistato la configurazione originaria a pianta quadrata con colonnato interno sui quattro lati e con al centro il chiostro.
La chiesa venne eretta intorno al 1670 e fu consacrata nel 1761 dal cardinale Lodovico Valenti, vescovo di Rimini, dopo il rifacimento dell'architetto Giovan Francesco Buonamici, in seguito ai danni subiti dal terremoto del 1672 ed è un'elegante costruzione in stile barocco, costruita su un antico oratorio quattrocentesco.

## Esterno
Nella facciata, realizzata in cotto antico coi mattoni alternati a spigolo, sono collocate in due nicchie le statue, di San Bernardino da Siena e San Giacomo della Marca realizzate da Carlo Sarti nel 1765, autore anche della statua di San Francesco realizzata nel 1746 e incastonata nell'angolo posteriore del fianco destro.

## Interno
All'interno della chiesa, negli altari laterali, ci sono cinque antiche tele raffiguranti San Bernardino da Siena, realizzata da Giovanni Laurentini detto l'Arrigoni del 1600, Santa Margherita da Cortona, realizzata da Ercole Graziani del 1752, San Francesco che riceve le stimmate, San Diego d’Alcalà, e San Giovanni da Capestrano, tutte e tre realizzate da Donato Creti tra il 1732 e il 1746.
In alto sopra l'ingresso principale, di fronte all'altare maggiore, è collocato uno dei più antichi organi della regione, risalente al seicento, che è sormontato da due statue di angeli che sostengono lo stemma francescano, opera di Carlo Sarti e realizzato fra il 1758 e il 1759.
Sotto all'altare maggiore vi è la tomba del Buonamici, che morì poco dopo l'inizio dei lavori.